# Fonalgrafika

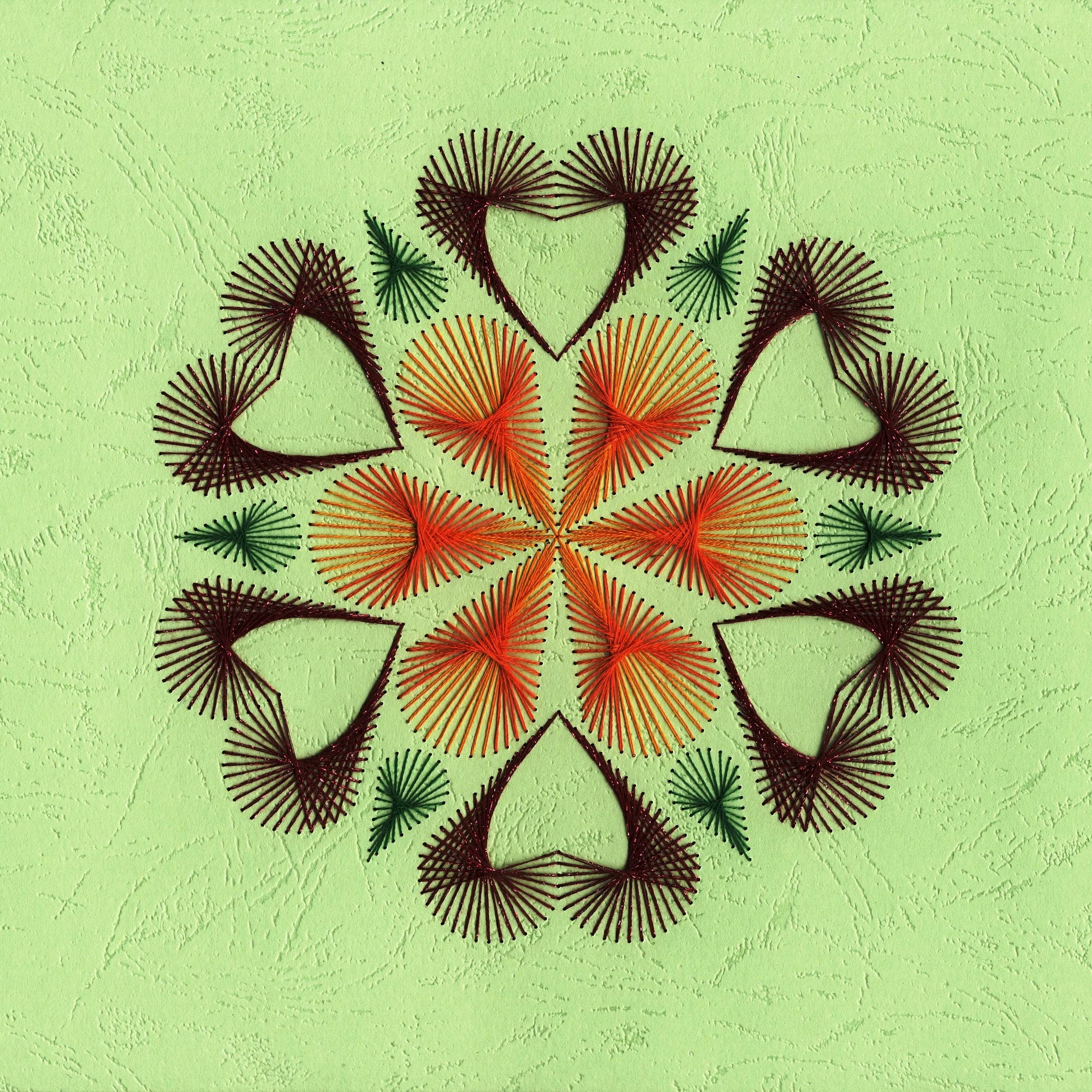
Fonalgrafika: papírkartonra hímzett grafikai minta (1. rajz)

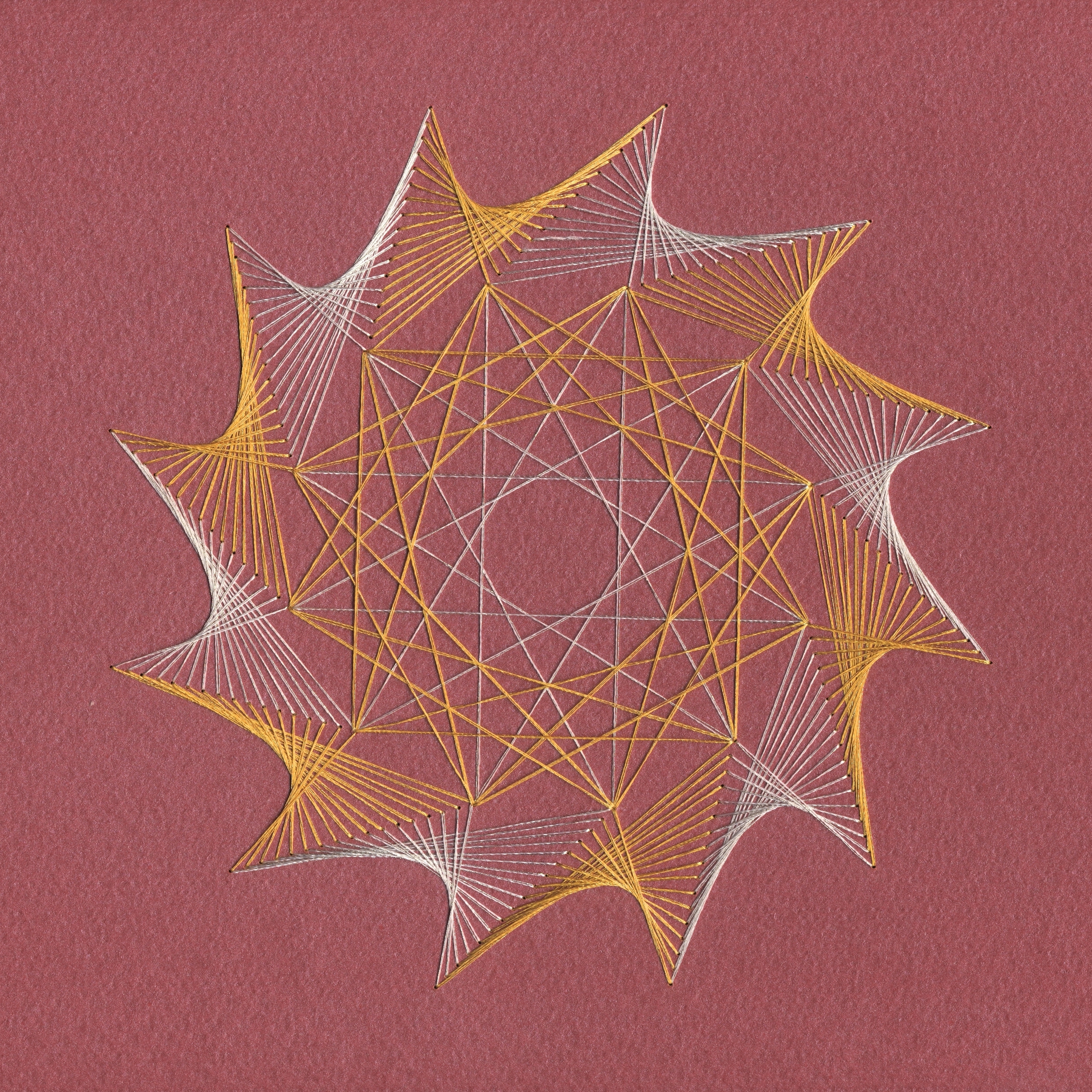
Fonalgrafika: papírkartonra hímzett grafikai minta (2. rajz)

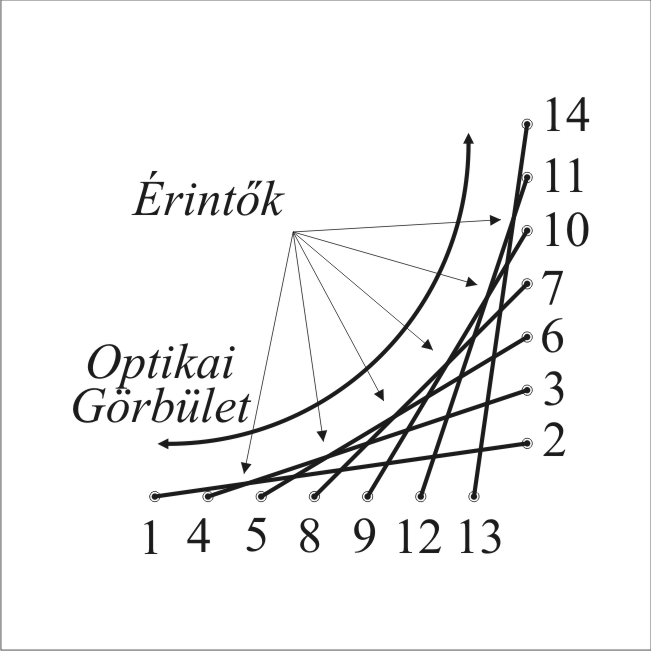
Fonalgrafika: Érintők és optikai görbület (3. rajz)

A fonalgrafika eredetileg különböző matematikai formák, sémák, minták előállítása fonallal egy bizonyos módszer szerint.
A fonalgrafika-varrásnak az egyik alapszabálya az, hogy a fonalnak mindig kereszteznie kell az előző szálat, és mindig a varrás irányában az utolsó szál melletti lyukba kell ölteni. A hímzésből átvett mintáknál és a spirál-sokszögeknél például az a szabály, hogy a szálak egymás mellett vannak, nem keresztezik egymást, ráadásul gyakran visszalépünk ugyanabba a lyukba.
A minta aszerint alakul ki, hogy az összekötendő pontok (lyukak) milyen módon és sorrendben vannak összekötve. Sokszor térhatású, sokszor folytonos görbét látunk ott, ahol csak érintők követik egymást.

## Története
A pókhálók mintáinak sokasága és érdekessége már régóta ihletet ad a művészeknek.
Egyes feljegyzések szerint Mary Everest Boole (1832–1916) volt az első matematikusnő, aki 1904-ben megjelent írásában felvetette a fonalgrafika matematikai elméletét, megismertetését és feldolgozását az iskolában.
Az 1960-as, 1970-es évek hippi korszakában kezdett elterjedni a fonalgrafika. Népszerűsége azonban az 1980-as évek közepén a korszakkal együtt hanyatlott. Az utóbbi 10-15 évben a számítógépes rajzolás nagyot lendített a pontosságot igénylő minták kidolgozásában. Segített a fonalgrafika gyors elterjedésében, újra fellendült az iránta való kereslet.

## Ágazatai

### A hagyományos fonalgrafika
Ez tulajdonképpen kartonra hímzés. Három alágazata van:
- a fonalgrafika eredeti geometriai mintái (1. és 2. rajz)
- a hímzésből átvett minták [2]
- szabadrajzok (festészet) alapján dolgozók (ritka)[3]

### A spirelli
Művelői cakkozott szélű karton vagy műanyag sablonra viszik fel a fonalat 

### A háromdimenziós fonalgrafika
- az úgynevezett szegecses feldolgozás, itt egy falapba bevert szegek között húzódó fonal alakítja ki a mintát – akár több szinten. Ilyen technikával kevesebb mintát lehet készíteni. Kidolgozásuk is durvább, mint a kartonra hímzetteké, mivel a szegeket nem lehet túl közel verni egymáshoz: fában 5 – 8 mm, míg papírkartonon 1,2 – 3 mm lehet a lyukak közötti távolság.[5]
- török és iráni fonalgrafika (másfajta szegecses fonalgrafika, ahol a szegecsek szorosan egymás mellett vannak) [6]
- az erre a célra készített fém vagy fa rámára kifeszített fonalak.[7]
- a drót és gyöngyök adta keretre készített fonalgrafikák [8]

## Öltéstípusok
A fonalgrafika minták hímzése a következő öltéstípusok alapján lehetséges: szögvarrás, egyszerű körvarrás, keresztöltéses körvarrás, töltő varrás, satírozás, összevont öltések, huroköltés.
Példa: ugyanazok a pontok (lyukak) más-más varrással varrva különböző mintát adnak ki.
|  |  |  |  |

## A papírkartonra hímzéshez szükséges eszközök
Lyukasztó felület, lyukasztó szerszám, gobelin vagy hímző tű, 160-210 g/m² vastagságú karton (névjegykátya karton), fonalak (gobelinszál, gépiselyem, fémes szál).

## Mintakeresés az interneten
A következő kifejezések segítségével lehet mintákat keresni az interneten:
- Magyarul: fonalgrafika (fonal-grafika), cérnagrafika (cérna-grafika), kartonhímzés
- Románul: broderie pe carton, grafică brodată, pictură ’păianjen’
- Angolul: stringart, curve stitching, paper embroidery/embroiding, threat art, stitched/embrioded cards, from-a-line stb.
- Németül: fadengrafik
- Hollandul: borduurkaarten
- Spanyolul: hilorama
- Törökül: filografi
- Litvánul: simegrafija
- Oroszul: изонить (ejtsd: izonyity)

### Magyar nyelven
- Lay Ágota Fonalgrafika honlapja Archiválva 2020. augusztus 10-i dátummal a Wayback Machine-ben
- Betti oldala
- Jozefina fotoalbuma
- Alapismeretek fonalgrafika készítéséhez
- Fonalgrafika -vagy valami olyasmi
- A fonalgrafikához nem kell más, mint papír, fonal és tű
- Játék a v(f)onalakkal

### Más nyelveken
- Here are some ideas to get you started
- Christmas maths projects at the String Art Fun website Archiválva 2011. december 17-i dátummal a Wayback Machine-ben
- So what the heck is String Art?
- String art Design
- String art is fun
- String Art
- Easy Creation Stringart